# Parcul Natural Apuseni
Parcul Natural Apuseni este o arie protejată de interes național  ce corespunde categoriei a V-a IUCN (parc natural de tip peisaj terestru) situată în România, pe teritoriile administrative ale județelor Alba, Cluj și Bihor.

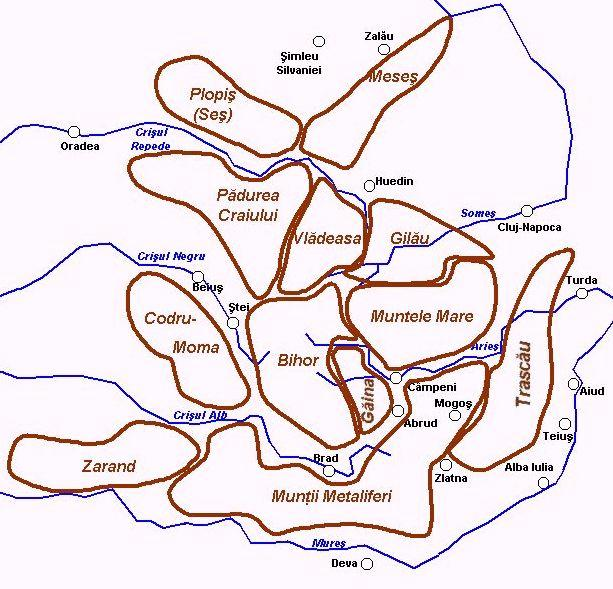
Rețeaua hidrografică și grupele muntoase

Parcul natural se află în vestul țării, în partea central-estică a Munților Apuseni, înconjurat de Masivul Vlădeasa la nord, Munții Pădurea Craiului la nord-vest, Munții Bihorului la sud, Munții Gilău la est și Munții Codru-Moma la sud-vest.

## Istoric
În anul 1928 are loc la Cluj Napoca primul Congres al Naturaliștilor din România, unde, la inițiativa marelui explorator și biolog român Emil Racoviță, a fost adoptată o propunere în scopul elaborării unei legi cu privire la protecția naturii, astfel, în 1935 ia ființă primul parc național din România (Parcul Național Retezat), urmând ca la începutul anului 1990, numărul acestora să crească la 13.
Parcul Natural Apuseni cu o suprafață de 75.784 hectare, a fost înființat prin Ordinul MAPPM din 27 ianuarie 1990 (privind constituirea parcurilor naturale sub gospodărirea directă a ocoalelor și inspectoratelor silvice) și declarat arie protejată prin Legea nr.5 din 6 martie 2000 (privind aprobarea Planului de amenajare a teritoriului național - Secțiunea a III-a - zone protejate), urmând ca în anul 2003, prin Hotărârea de Guvern nr. 230 să se restabilească limitele și suprafața acestuia.
În data de 8 octombrie 2009, în cadrul Galei Premiilor EDEN de la Bruxelles, Parcul Natural Apuseni a fost premiat ca destinație turistică de excelență și promovat pe site-ul oficial European Destinations of Excellence (EDEN), unde are o pagină proprie ce include și un film de prezentare oferit gratuit din partea  Comisiei Europene.

## Geologie și geomorfologie
Din punct de vedere geologic, parcul natural este constituit în cea mai mare parte din șisturi cristaline în Masivul Biharia și Masivul Vlădeasa; masive calcaroase în alternanță cu conglomerate și gresii în Munții Bihor; calcare și dolomite în platoul Padiș; gresii și șisturi cristaline în Bazinul Padiș - Cetățile Ponorului; calcare în Platoul Carstic Padiș și pe văile acestuia; calcare triasice, cretacice și jurasice în Munții Bihorului și Munții Pădurea Craiului; șisturi cristaline și depozite permiene în depresiunile Zarandului și Beiușului și în Munții Codru-Moma; precum și magmatite laramice în Munții Gilăului și Bihorului.

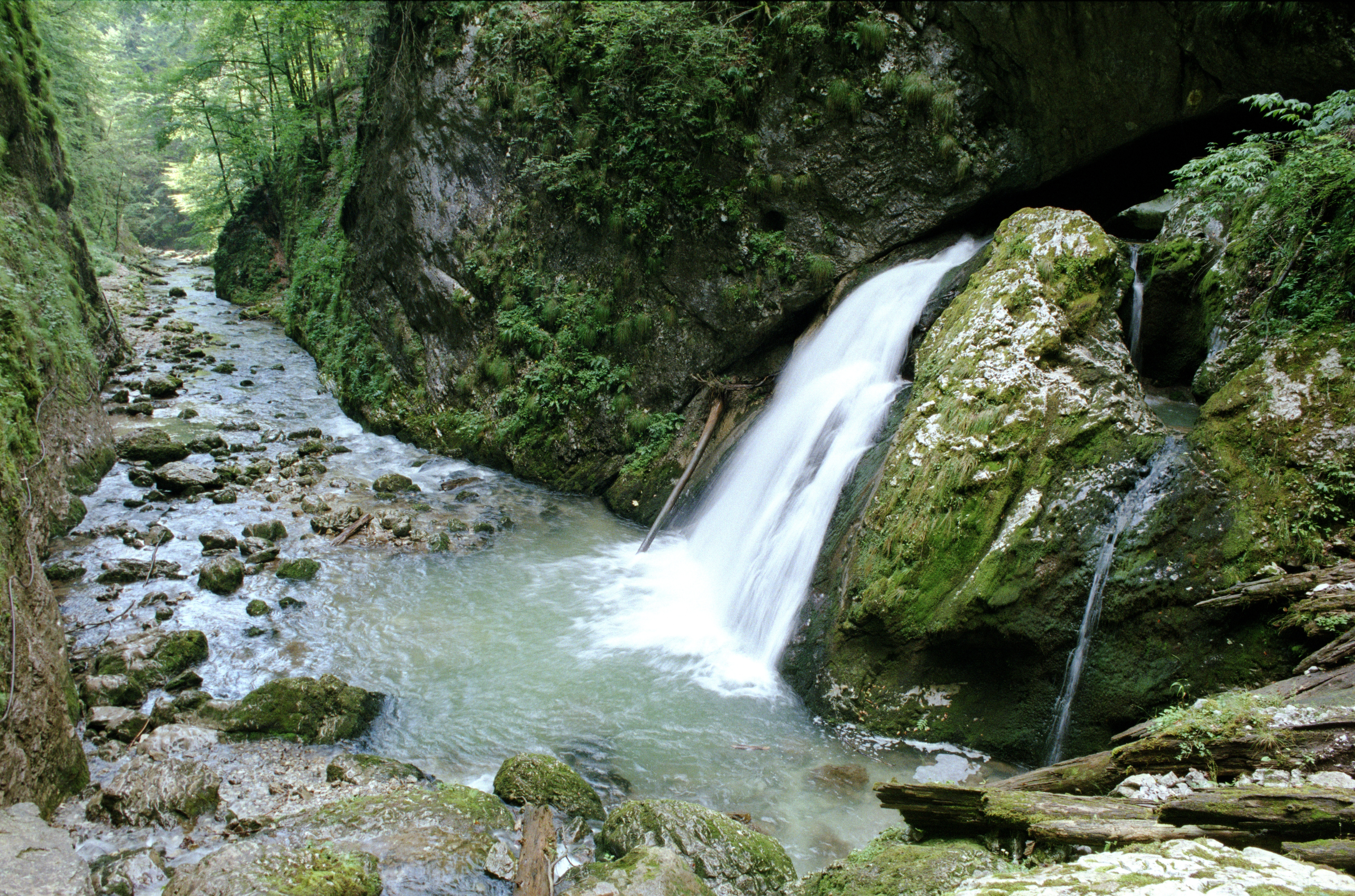
Cheile Galbenei - o parte din Valea Galbenei

Parcul Natural Apuseni reprezintă o zonă montană cu forme de relief diversificate, vârfuri (Biserica Moțului), abrupturi stâncoase (Pietrele Galbenei), chei, văii (Valea Sighiștelului, Valea Galbenei), doline (Lumea Pierdută), măguri, lapiezuri, ponoare (Cetățile Ponorului), avene (Avenul cu Vacă), peșteri (Urșilor, Ciur Izbuc, Cetatea Rădesei, Ghețarul Focul Viu, Peștera Smeilor de la Onceasa); cu suprafețe naturale acoperite cu păduri, pășuni și pajiști; cu floră și faună specifică Occidentalilor.
În interiorul parcului sunt incluse mai multe rezervații naturale de importanță geologică, floristică, faunistică, speologică sau peisagistică, dintre care: Avenul din Hoanca Urzicarului, Izbucul de la Cotețul Dobreștilor, Izbucul Mătișești, Izbucul Tăuzului, Peștera Coiba Mare, Peștera Ghețarul de la Vârtop și Peștera Scărișoara (pe teritoriul județului Alba); Avenul Borțigului, Complexul Carstic din Valea Ponorului, Fâneața Izvoarelor Crișul Pietros, Groapa de la Bârsa, Groapa Ruginoasa, Peștera Cetatea Rădesei, Pietrele Boghii, Pietrele Galbenei, Poiana Florilor, Platoul Carstic Padiș, Valea Sighiștelului, Valea Galbenei, Platoul Carstic Lumea Pierdută, Peștera Ghețarul de la Focul Viu, Peștera lui Micula, Peștera Ciur Izbuc, Peștera Smeilor de la Onceasa, Săritoarea Bohodeiului, Sistemul Carstic Peștera Cerbului - Avenul cu Vacă, Vârful Biserica Moțului, Vârful Cârligați (versantul sudic), în județul Bihor și Molhașul Mare de la Izbuc, arie naturală  aflată pe  teritoriul administrativ al județului Cluj.

## Hidrografie

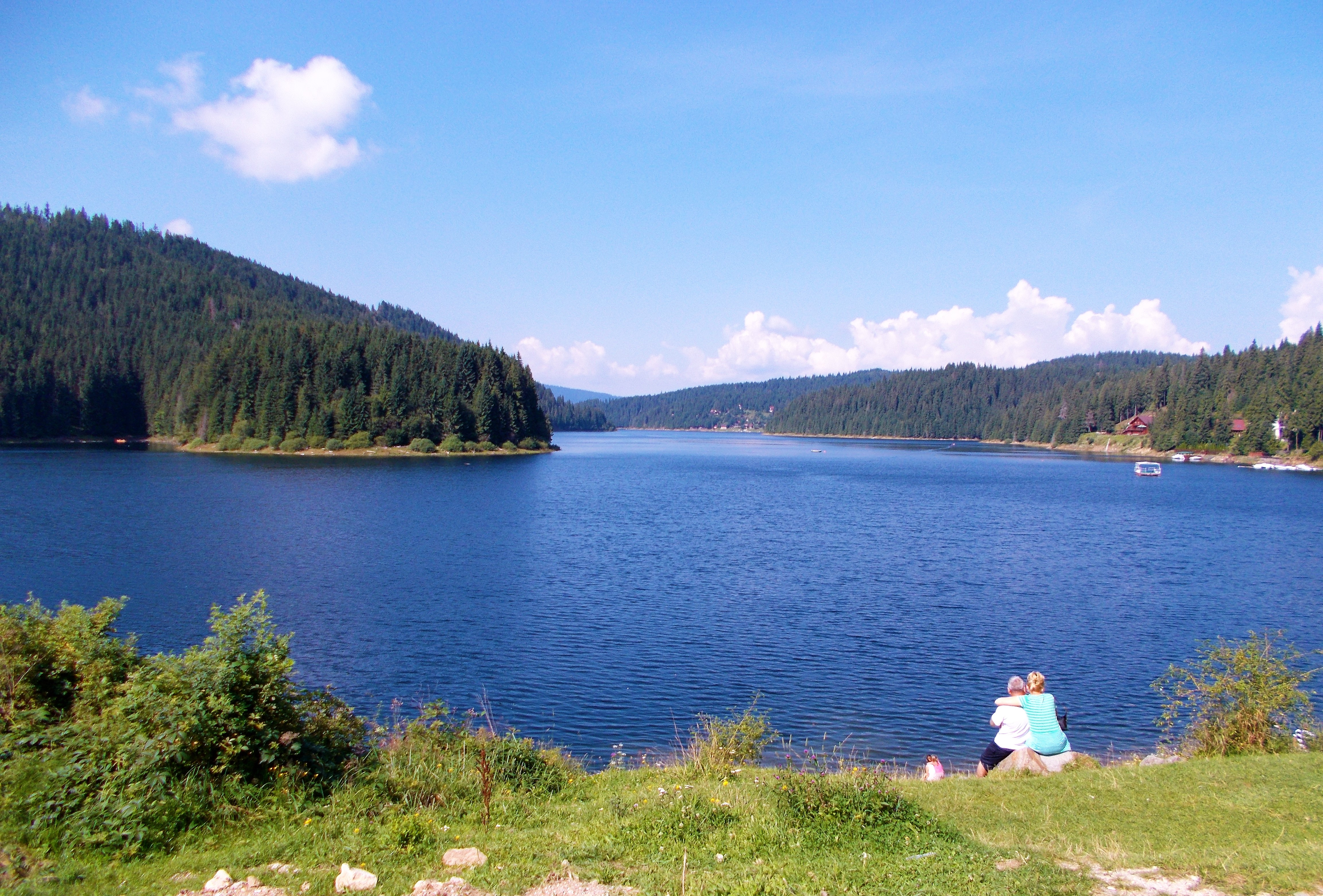
Lacul de acumulare Beliș-Fântânele

Apele de suprafață ale parcului natural aparțin bazinelor hidrografice ale râurilor:
- Arieșul Mare ce adună pâraiele: Gârdișoara, Trâncești, valea Ponorașului;
- Someșul Mic cu subbazinul Someșului Cald și afluenții acestuia: Valea Seacă, Alunul Mic, Pârâul Ponor, Valea Firii, Barna, Valea Izbucului, Călineasa;
- Crișul Negru cu afluenții: Crișul Pietros format din pâraiele văilor Galbena, Aleu, Căuși și Crișul Băiței cu pâraiele: Hoanca Moțului și Valea Sighiștelului[20].

În suprafața parcului, în partea nordică a munților Apuseni se află  Lacul Beliș-Fântânele, lac artificial de acumulare din Munții Gilău, amenajat între anii 1970-1974.
Pentru mai multe detalii, vezi: Barajul Fântânele

## Climă
Clima este continental-moderată, în general umedă și rece în zonele înalte, cu interferențe de aer cald tropical în zonele mai joase; cu precipitații importante între 600 mm. în valea Arieșului Mare, până la 1300–1400 mm. în Munții Bihorului și vânturi dominante din partea vestică. Temperatura medie anuală este cuprinsă între 2 și 4°C în Vlădeasa și 8-10°C în zona depresionară a Beiușului.

## Biodiversitate
Parcul natural dispune de mai multe tipuri de habitate, astfel: păduri dacice fag, păduri dacice de stejar și carpen, păduri relictare, păduri aluviale, turbării active, turbării cu vegetație forestieră, tufărișuri alpine și boreale, tufărișuri uscate, pajiști alpine și boreale, pajiști panonice de stâncării sau fânețe; cu o mare varietate de floră și faună caracteristice zonei nordice a Carpaților Occidentali. 

### Floră
Vegetația este una specifică în cea mai mare parte habitatelor montane, cu păduri de conifere sau de foioase, păduri în amestec, tufărișuri de arbusti și ierburi de luncă, de pajiște sau de stâncărie.
Păduri de conifere cu arboret de brad (Abies alba), molid (Picea abies) zadă (Larix), pin (Pinus), tisă (Taxus bacata), larice (Larix decidua), zâmbru (Pinus cembra);

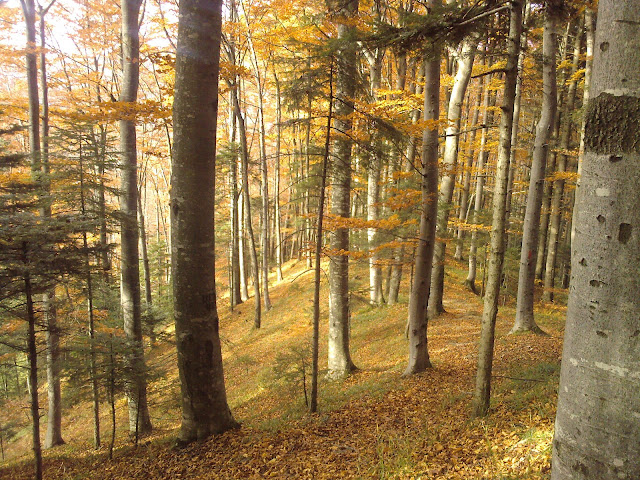
Pădure în amestec

Păduri de foioase: fag (Fagus sylvatica), stejar (Quercus robur), gorun (Quercus petraea), frasin (Fraxinus), tei (Tilia), paltin de munte (Acer pseudoplatanus), carpen (Carpinus betulus), jugastru (Acer campestre), mesteacăn (Betula pendula), ulm (Ulmus glabra), castan sălbatic (Aesculus hippocastanum), cireș sălbatic (Cerasus avium), nuc (Juglans regia L.), scoruș de munte (Sorbus aucuparia), plop tremurător (Populus tremula), salcie albă (Salix alba), salcie căprească (Salix caprea), arin (Alnus glutinosa);
Arbusti: jneapăn (Pinus mugo), corn (Cornus mas), alun (Corylus avellana), mur (Rubus fruticosus L.), zmeur (Robus idaeus), afin (Vaccinum myrtillus L.), liliac sălbatic (Syringa vulgaris);
Specii ierboase: papucul doamnei (Cypripedium calceolus), clopoțel de munte (Campanula alpina), moșișoară (Liparis loeselii), darie (Pedicularis comosa), albăstriță (Centaurea kotschyana), garofiță de munte (Dianthus tenuifolius), roua cerului (Drosera rotundifolia), buruiana vântului (Seseli rigidum), gențiană (din specia Gentiana clusii), poroinic (Orchis militaris), angelică (Angelica archangelica), crucea voinicului (Hepatica transsilvanica), gălbinele (Lysimachia punctata), mlăștiniță (Epipactis palustris), năpraznică (Geranium robertianum), rușuliță (Hieradum aurantiacum), fierea pământului (Marchantia polymorpha), lalea de munte (Fritillaria montana), colțișor (Dentaria bulbifera), talpa ursului (Heracleum palmatum), piciorul cocoșului (Ranunculus repens), măzăriche (Anthyllis montana), păștiță (Anemone nemorosa), oiță (Anemone narcissiflora), săbiuță (Gladiolus imbricatus).

### Faună
Fauna parcului este una diversificată și bine reprezentată de mai multe specii de mamifere, păsări, pești, reptile, și amfibieni; dintre care unele aflate pe lista roșie a IUCN și protejate la nivel european prin Directiva C.E. 92/43/CE din 21 mai 1992 (privind conservarea habitatelor naturale și a speciilor de faună și floră sălbatică).

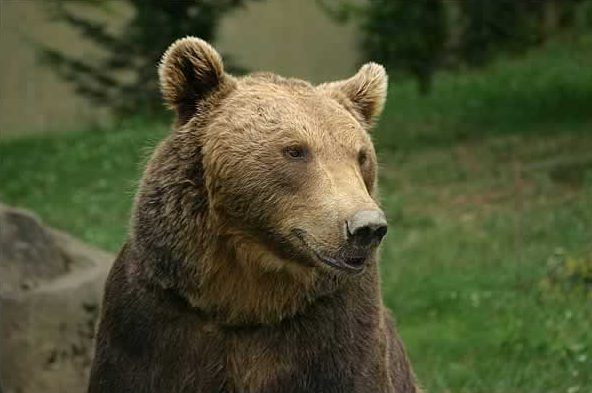
Urs brun (Ursus arctos)

Mamifere: cerb (Cervus elaphus L.), capra neagră (Rupicapra rupicapra), căprioară (Capreolus capreolus), urs brun (Ursus arctos), lup (Canis lupus), mistreț (Sus scrofa), vulpe (Vulpes vulpes crucigera), râs (Lynx), pisică sălbatică (Felis silvestris), jder (Martes martes), vidră de râu (Lutra lutra), veveriță (Sciurus vulgaris), dihor (Mustela putorius), hermelină (Mustelea erminea), arici (Erinaceus europaeus), cârtiță (Talpa europaea), chițcan de munte (Sorex alpinus), chițcan de pădure (Sorex araneus), chițcan de apă (Neomys fodiens), pârș (Glis glis), șoarece de câmp (Microtus arvalis), liliac cârn (Barbastella barbastellus), Liliac de apăliliac de apă (Myotis daubentonii), liliac de amurg (Pipistrellus pipistrelus), liliacul cu potcoavă (Rhinolophus ferrumequinum), liliac urecheat (Plecotus auritus); 

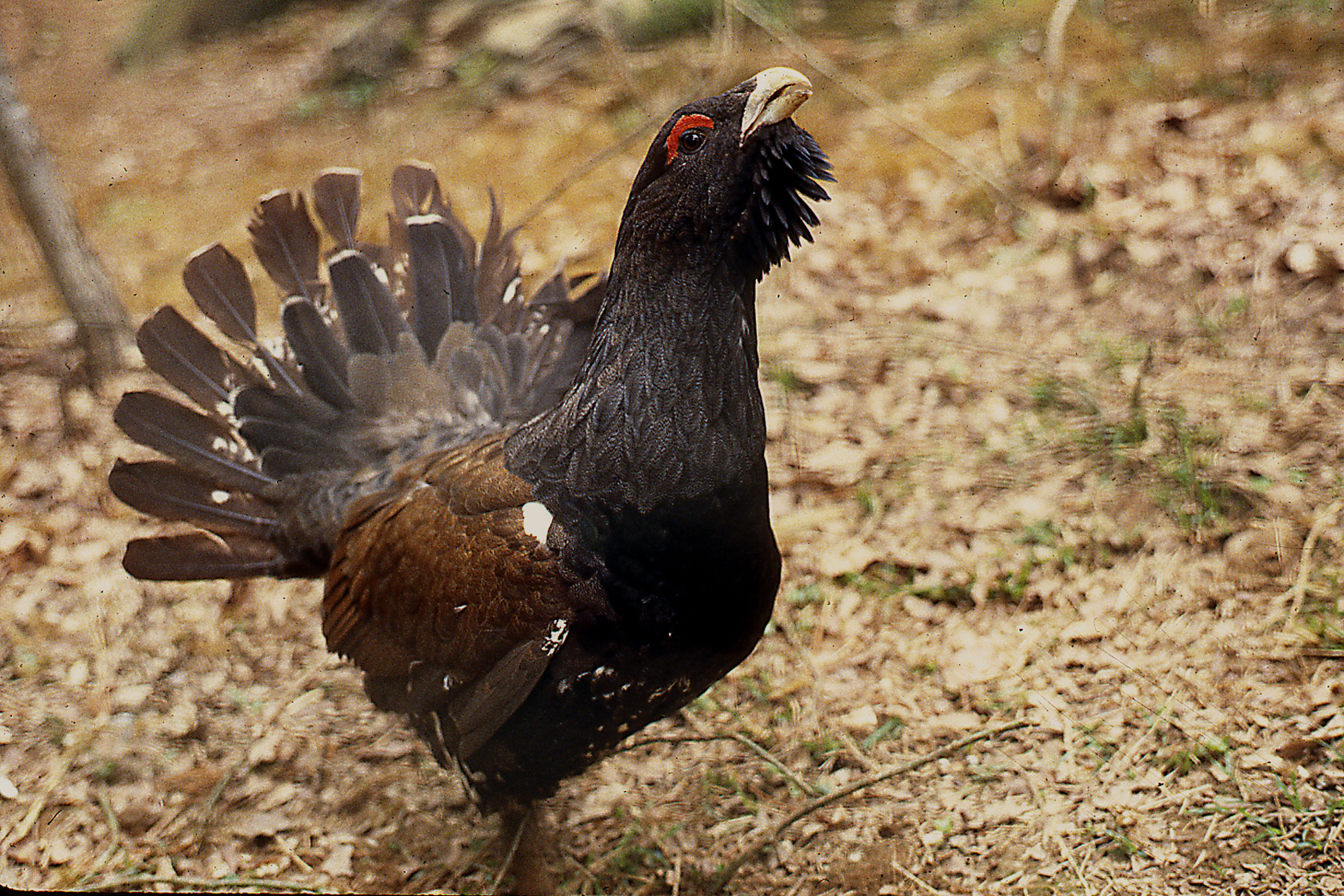
Cocoș de munte (Tetrao urogallus)

Păsări: cocoșul de munte (Tetrao urogallus), acvilă de munte (Aquila chrysaetos), găinușa de alun (Tetrastes bonasia), ieruncă (Tetrastes bonasia), acvila țipătoare mică (Aquila pomarina), corb (Corvus corax), pițigoi moțat (Parus cristatus), aușel (Regulus regulus), mierlă (Turdus merula), mierlă de apă (Cinclus cinclus), ciocănitoare neagră (Dryocopus martinus), ciocănitoare de munte (Picoides tridactylus), pițigoi de brădet (Parus atus), vânturel (Falco vespertinus), codobatură (Motacilla alba), mugurar (Pyrrhula pyrrhula), sturz de vâsc (Turdus viscivorus), sticlete (Carduelis carduelis), uliu (Accipiter nisus).
Pești: păstrăv fântânel (Salvelinus fontinalis), păstrăv curcubeu (Salmo gairderi irideus), păstrăv brun (Truite fario), babușcă (Rutilus rutilus), zvârlugă (Cobitis taenia), scobar (Chondrostoma nasus), lipan (Thymallus thymallus), clean (Squalius cephalus), craiete (Phoxinus phoxinus), mreană (Barbus barbus);
Reptile și amfibieni: șopârla de zid (Podarcis muralis), șopârla vivipară (din specia Zootoca vivipara), vipera berus (Vipera berus), năpârcă (Anguis fragilis), șarpele lui Esculap (Elaphe longissima), șarpele de alun (Coronella austriaca), salamandră (Salamandra salamandra).

## Căi de acces
- Drumul european E60: Oradea - Huedin - drumul județean 108G Călățele - Beliș
- Drumul european E79: Oradea - Beiuș - Drăgănești - drumul județean DJ767 Buntești - drumul județean DJ763 Pietroasa
- Drumul național (DN75): Ștei - Fânațe - Gârda de Sus - Albac
- Drumul european E60: Cluj Napoca - Huedin - drumul județean 108G Călățele - Beliș

## Obiective turistice
În suprafața administrativă a Parcului Natural Apuseni și în vecinătatea acestuia se află mai multe obiective de interes turistic, printre care: lăcașuri de cult declarate monumente istorice, muzee,  rezervații sau monumente naturale, precum și formațiuni geologice cu rol peisagistic. 

### Monumente istorice
- Biserica de lemn din Arieșeni cu hramul „Înălțarea Domnului”, lăcaș de cult ridicat în anul 1791. Pictura bisericii este realizată în 1829 de către zugravul Mihai de la Abrud;

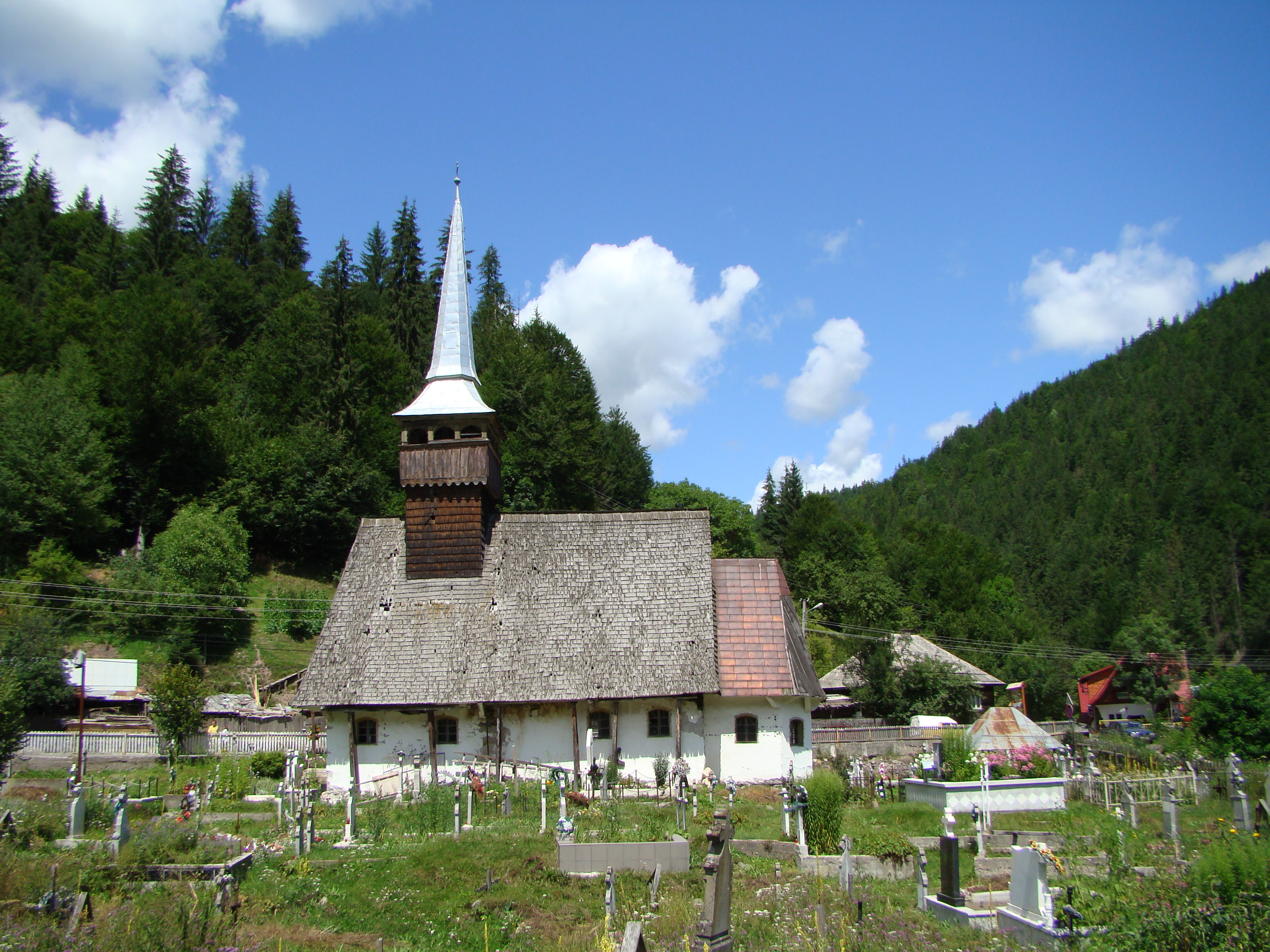
Biserica de lemn din satul Gârda de Sus, Alba

- Biserica de lemn din Saca cu hramul „Sfântul Gheorghe”  (comuna Budureasa, județul Bihor), construită în secolul al XVIII-lea;
- Biserica de lemn din Brădet (comuna Buntești, Bihor) construită în anul 1733;
- Biserica de lemn din Gârda de Sus cu hramul „Nașterea Sfântului Ioan Botezătorul” (comuna Gârda de Sus, județul Alba), construcție 1792;
- Biserica de lemn din Dumbrăvani (comuna Buntești), construcție secolul al XVIII-lea;
- Biserica de lemn din Stâncești (comuna Buntești) construită în anul 1752;
- Biserica romano-catolică „Sfânta Treime” din orașul Beiuș, lăcaș de cult construit în anul 1752[37];
- Cetatea Trascăului (comuna Rimetea) cunoscută și sub denumirea de Cetatea Colțești, construcție datată în secolul al XIII-lea.

### Arii naturale
- Rezervația naturală Ferice Plai și Hoancă (1,10 ha), arie  protejată aflată pe teritoriul administrativ al comunei Buntești;

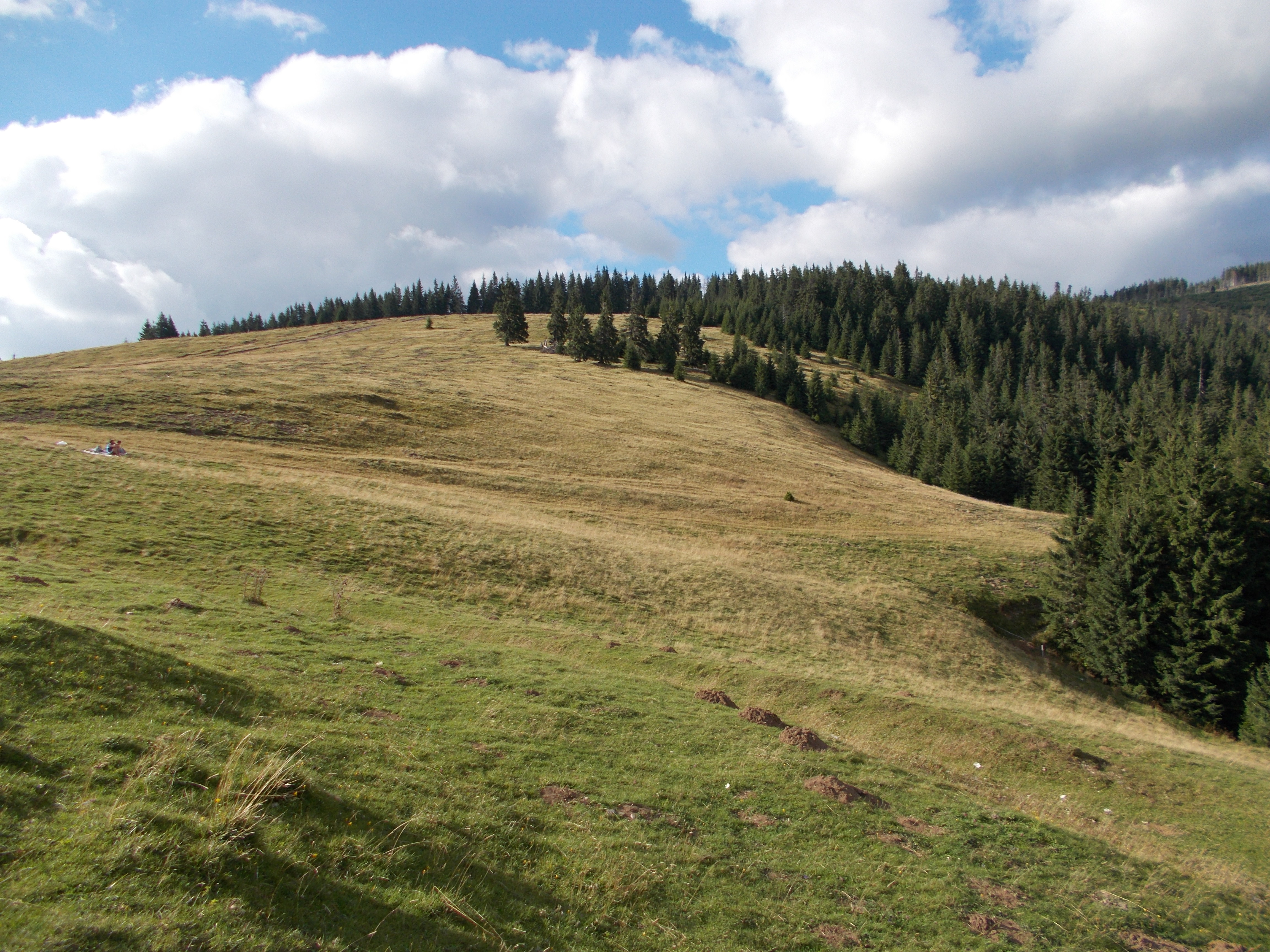
Platoul Padiș, Munții Bihorului

- Pietrele Albe aflate în versantul stâng al Văii Stanciului, în Munții Vlădeasa, formațiune geologică de abrupturi stâncoase constituite din calcare albe, importantă zonă de interes turistic și peisagistic în apropierea satului Răchițele din județul Cluj[38];
- Molhașurile din Valea Izbucelor (80 ha), rezervație naturală de tip botanic aflată în zona de obârșie a văii Bătrâna, pe teritoriul comunei Pietroasa;
- Vârful Buteasa aflat în partea estică a satului Budureasa (2 ha), rezervație naturală unde vegetează o specie floristică rară, cunoscută sub denumirea populară de bulbuc de munte (Trollius europaeus);
- Vârful Cârligați (10 ha), arie naturală de interes floristic și peisagistic aflată pe teritoriul administrativ al comunei Budureasa, în Munții Bihorului;
- Padiș, zonă turistică montană aflată în partea nordică a Munților Bihorului, pe teritoriul comunei Pietroasa.

### Muzee
- Casa memorială Cloșca din satul Cărpiniș, muzeu ridicat lângă vatra casei lui Ion Oargă Cloșca, lider al răscoalei iobagilor transilvăneni de la 1784;

Pentru mai multe detalii, vezi: Casa memorială Cloșca de la Cărpiniș
- Muzeul municipal din Beiuș cu o secție de etnografie și una de istorie. Muzeul este amenajat în casa Dr. Ioan Ciordaș, clădire monument istoric (construcție secolul al XIX-lea)[39].

## Galerie de imagini

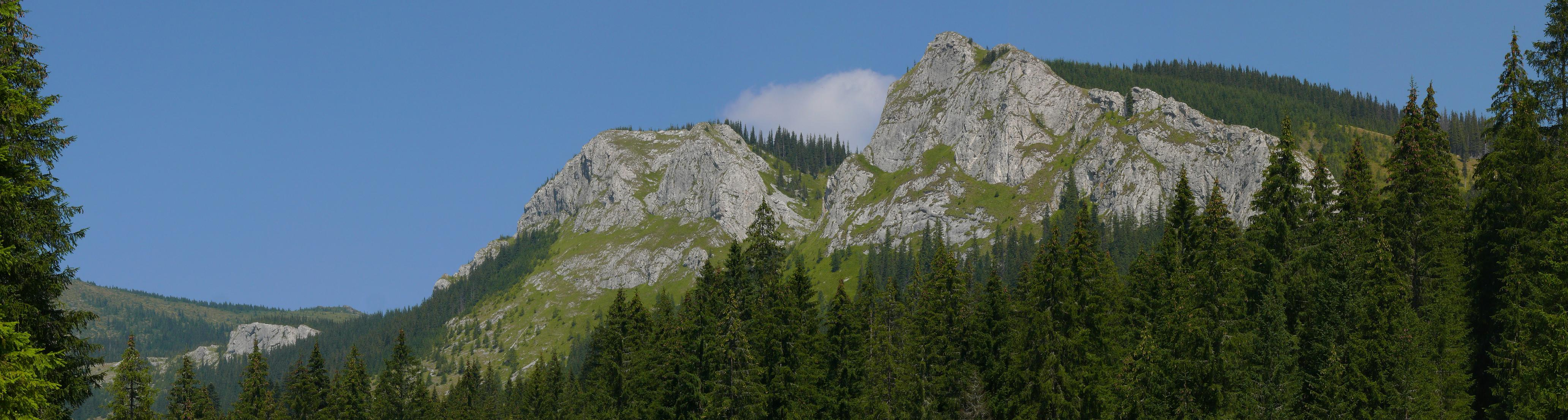
Pietrele Albe
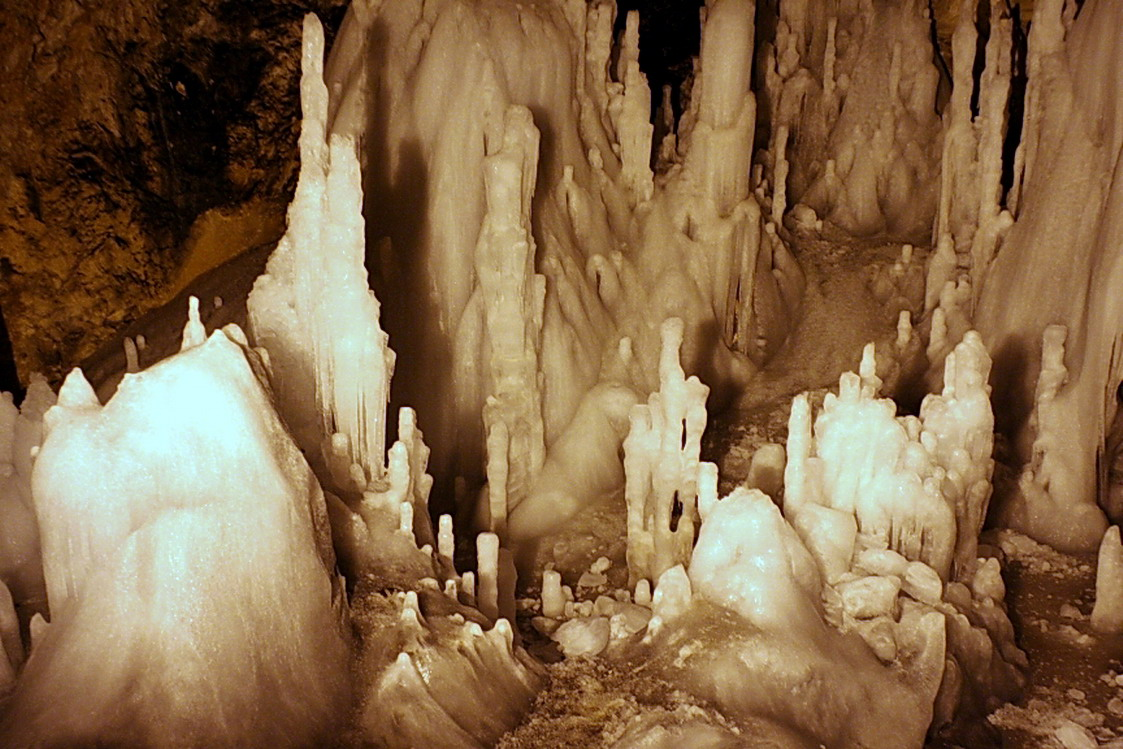
Peştera Scărişoara
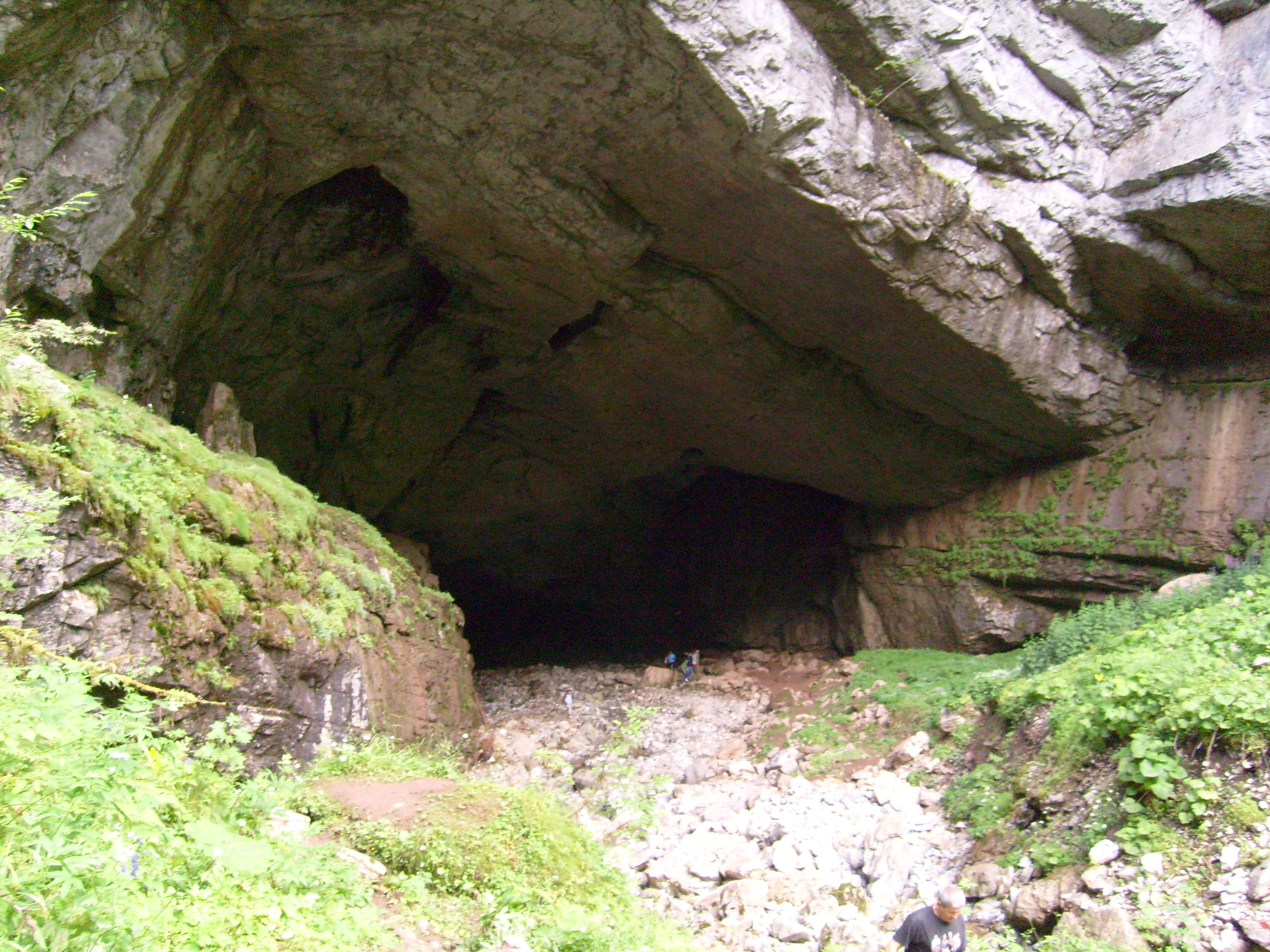
Peştera Coiba Mare
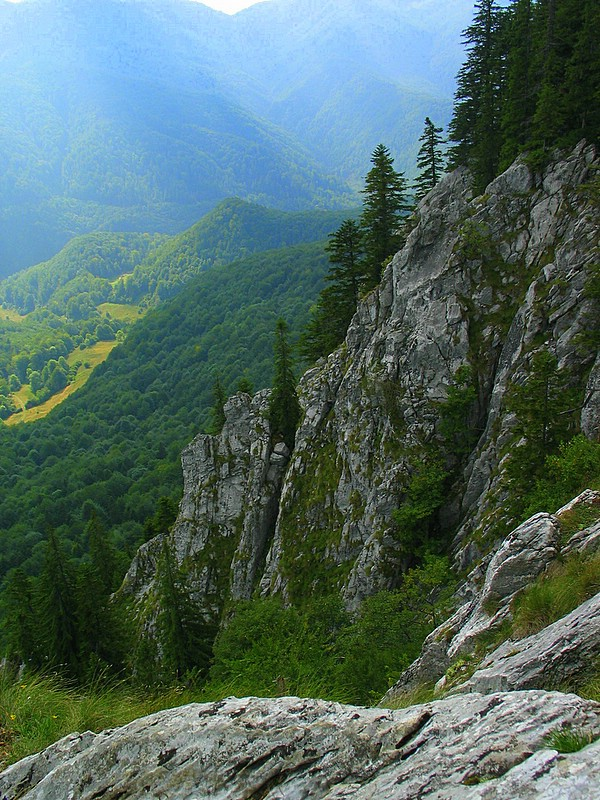
Rezervaţia naturală Pietrele Galbenei
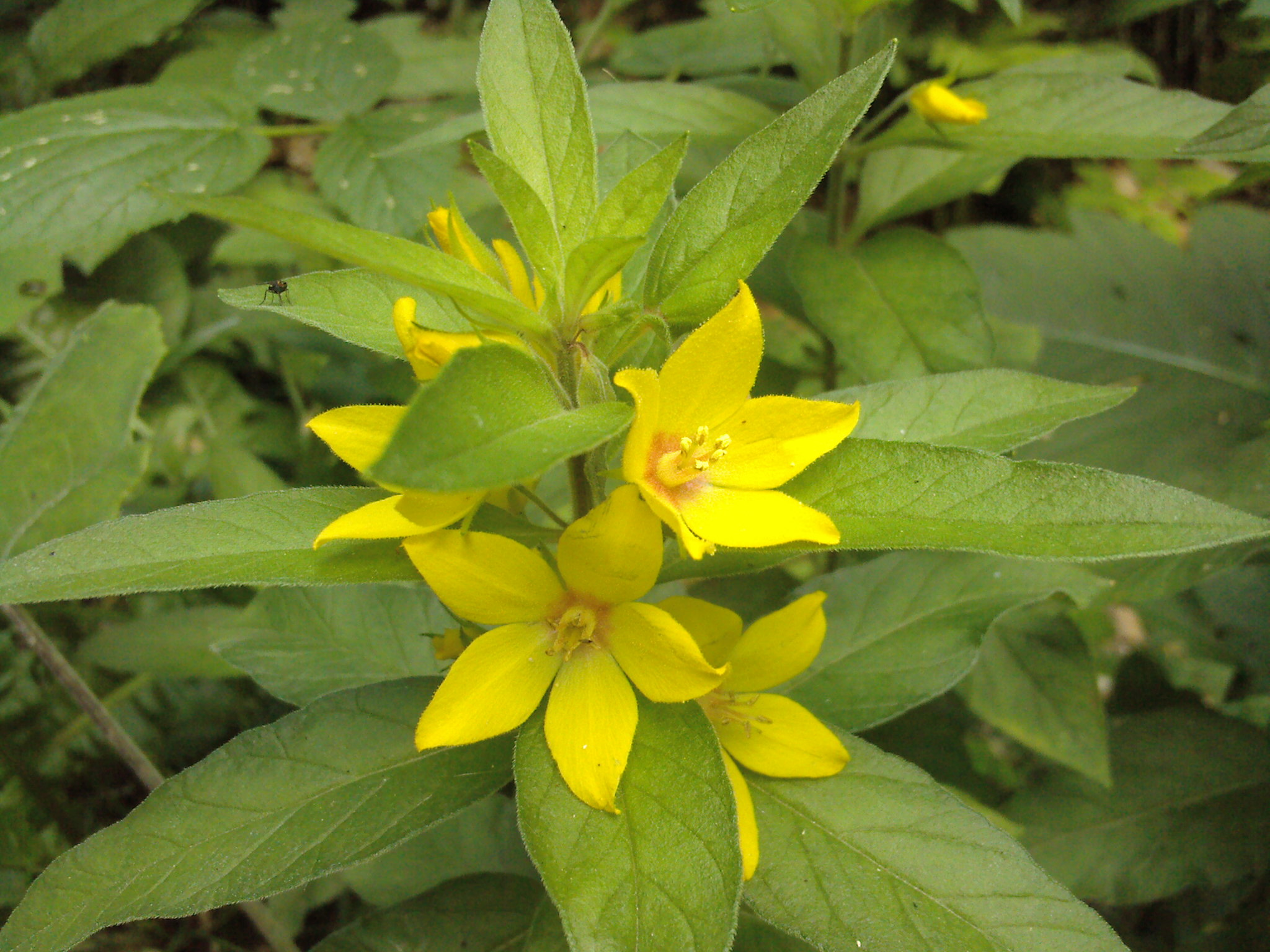
Gălbinele (Lysimachia puctata)